# Rudolf Gottschall
Rudolf Gottschall (1877 adlad von Gottschall), född 30 september 1823 i Breslau, död 21 mars 1909 i Leipzig, var en tysk diktare, litteraturhistoriker och kritiker.
Gottschall blev 1841 student vid Königsbergs universitet, där han studerade juridik. Han indrogs i den liberala rörelsen i Ostpreussen och utgav några politiska diktsamlingar (Lieder der Gegenwart, 1842, och Censurflüchtlinge, 1843). Genom sina politiska skrifter råkade han i konflikt med universitetsmyndigheterna såväl i Königsberg som i Breslau. 1846 blev han emellertid juris doktor, men då han förvägrades att bli docent, om han inte skriftligen avsvurit sina politiska åsikter, ägnade han sig åt litterär verksamhet som skådespelsförfattare, litteraturhistoriker och tidskriftsutgivare. Han var några år föreläsare i Königsberg och dramaturgisk ledare vid dess teater, flyttade 1848 till Hamburg, var 1853–1862 bosatt i Breslau samt bosatte sig efter en italiensk resa 1864 i Leipzig, där han 1864–1888 redigerade Blätter für litterarische Unterhaltung och Unsere Zeit. Gottschall blev 1864 av storhertigen av Sachsen-Weimar-Eisenach utnämnd till hovråd, senare till geheimehovråd och adlades 1877 av tyske kejsaren.
Gottschalls poetiska verksamhet omfattar ett stort antal lyriska, episka och dramatiska dikter. Bland dessa märks de revolutionära dramerna Maximilian Robespierre (1846) och Lambertine von Méricourt (1850). Bland hans senare diktverk märks lustspelet Pitt und Fox, där den engelska parlamentarismen kritiseras och där motsatsen mellan Pitts och Fox karaktärer framkallar komiska situationer, samt tragedierna Mazeppa, König Karl XII och Katharina Howard, som är hans mest framgångsrika tragedi. Hans samlade dramatiska verk utkom 1884 i 12 band. Av romaner författade Gottschall bland annat den historiska romanen Im Banne des schwarzen Adlers. Även som litteraturhistoriker och essayist var Gottschall verksam. Hans Deutsche Nationallitteratur im neunzehnten Jahrhundert (1853) står i motsats till Julian Schmidts verk och har vunnit mycket erkännande. Av betydelse är även hans Poetik (1858). Av hans många essayer och litterära tidskriftsuppsatser märks sex band Porträts und Studien, där han bearbetade bland annat teater och drama under det andra tyska kejsardömet.